# Svenska mästerskapen i friidrott 2007

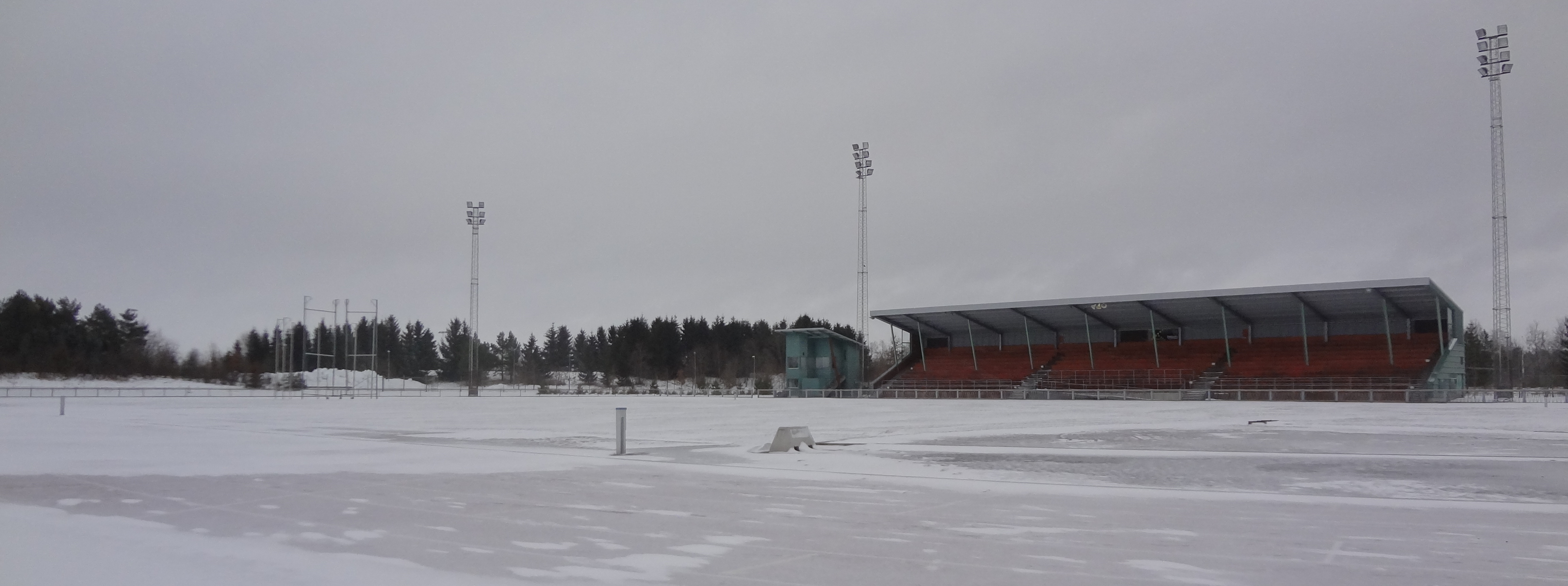
Ekängens Friidrottsarena användes vid mästerskapen.

Svenska mästerskapen i friidrott 2007 var uppdelat i
- SM terräng den 28 april till 29 april i Halmstad
- SM halvmaraton den 12 maj i Göteborg
- SM stafett den 2 till 3 juni på Källbrinks IP i Huddinge kommun
- SM maraton den 9 juni i Stockholm
- SM lag den 14 juni på Stockholms Stadion i Stockholm
- SM mångkamp den 4 och 5 augusti på Rosvalla Stadion i Nyköping, arrangörsklubb Nyköpings BIS
- Stora SM den 10  till 12 augusti på Ekängens Friidrottsarena i Eskilstuna, arrangörsklubb Råby-Rekarne FIF

Tävlingen var det 112:e svenska mästerskapet.

## Medaljörer, resultat

### Herrar
| Gren                     | Guld             | Guld                                                                 | Guld     | Silver               | Silver                                                           | Silver   | Brons             | Brons                                                                | Brons    |
| 100 meter                | Johan Engberg    | IF Göta                                                              | 10,80    | Stefan Tärnhuvud     | Sundsvalls FI                                                    | 10.91    | Benjamin Olsson   | IFK Helsingborg                                                      | 10.96    |
| 200 meter                | Johan Wissman    | IFK Helsingborg                                                      | 20,73    | Johan Engberg        | IF Göta                                                          | 21.55    | Fredrik Johansson | IF Göta                                                              | 21.72    |
| 400 meter                | Thomas Nikitin   | Spårvägens FK                                                        | 46,14    | Fredrik Johansson    | IF Göta                                                          | 46.45    | Andreas Mokdasi   | Hässelby SK                                                          | 47.12    |
| 800 meter                | Mattias Claesson | Hässelby SK                                                          | 1:48.64  | Fredrik Karlsson     | Hammarby IF                                                      | 1:50.78  | Albin Johansson   | Hässelby SK                                                          | 1:50.88  |
| 1 500 meter              | Rizak Dirshe     | Malmö AI                                                             | 3:52.75  | Jacob Gustafsson     | Ullevi FK                                                        | 3:54.34  | Rickard Pell      | Hammarby IF                                                          | 3:54.59  |
| 5 000 meter              | Mustafa Mohamed  | Hälle IF                                                             | 14:09.99 | Oskar Käck           | IF Hagen                                                         | 14:18.54 | Per Jacobsen      | IF Göta                                                              | 14:20.07 |
| 10 000 meter             | Erik Sjöqvist    | Enhörna IF                                                           | 29:16.93 | Kristian Algers      | Enhörna IF                                                       | 29:38.74 | Oskar Käck        | IF Hagen                                                             | 29:41.90 |
| Halvmaraton              | Henrik Ahnström  | Hälle IF                                                             | 1:06,19  | Lars Johansson       | Enhörna IF                                                       | 1:06,32  | Fredrik Uhrbom    | Spårvägens FK                                                        | 1:07,26  |
| Maraton                  | Kent Claesson    | Spårvägens FK                                                        | 2:28,20  | Kristoffer Österlund | IFK Umeå                                                         | 2:29,38  | Jonas Larm        | Hässelby SK                                                          | 2:31,11  |
| 4 km terräng             | Erik Sjöqvist    | Enhörna IF                                                           | 11,52    | Mustafa Mohamed      | Hälle IF                                                         | 11,56    | Henrik Skoog      | Spårvägens FK                                                        | 11,57    |
| 12 km terräng            | Mustafa Mohamed  | Hälle IF                                                             | 37,48    | Erik Sjöqvist        | Enhörna IF                                                       | 37,54    | Henrik Ahnström   | Hälle IF                                                             | 38,00    |
| 4 km terräng lagtävling  | Spårvägens FK    | Henrik Skoog, Philip Aagaard, Mats Granström                         | 37,01    | Hälle IF             | Mustafa Mohamed, Henrik Ahnström, Fredrik Björklund              | 37,05    | Hammarby IF       | Erik Emilsson, Rickard Pell, Emil Lerdahl                            | 37,30    |
| 12 km terräng lagtävling | Hälle IF         | Mustafa Mohamed, Henrik Ahnström, Joakim Johansson                   | 1:57,11  | Spårvägens FK        | Fredrik Uhrbom, Kent Claesson, Patrik Tjärdal                    | 1:57,41  | Enhörna IF        | Erik Sjöqvist, Lars Johansson, Jesper Hansson                        | 1:58,36  |
| 110 meter häck           | Robert Kronberg  | IF Kville                                                            | 13.83    | Joakim Blaschke      | KA 2 IF                                                          | 14.77    | Christian Sjöberg | IF Göta                                                              | 14.84    |
| 400 meter häck           | Niklas Larsson   | Hässelby SK                                                          | 52.16    | Thomas Nikitin       | Spårvägens FK                                                    | 52.28    | Daniel Almgren    | Hässelby SK                                                          | 53.56    |
| 3 000 meter hinder       | Per Jacobsen     | IF Göta                                                              | 8:44.73  | Henrik Skoog         | Spårvägens FK                                                    | 8:46.00  | Henrik Ahnström   | Hälle IF                                                             | 9:00.02  |
| 4 x 100 meter            | IF Göta          | Christian Sjöberg, Johan Engberg, Simon Johansson, Fredrik Johansson | 40,72    | Ullevi FK            | Rafael Askros, Carl Dahllöf, Josua Gustafsson, Christofer Sandin | 41,92    | Hässelby SK       | Christian Rodriguez, Daniel Almgren, Niklas Larsson, Rasmus Olofsson | 42,01    |
| 4 x 400 meter            | IF Göta          | Johan Engberg, Mikael Jakobsson, Simon Johansson, Fredrik Johansson  | 3.09,83  | Hässelby SK          | Daniel Almgren, Andreas Mokdasi, Tor Pöllänen, Mattias Claesson  | 3.10,29  | Spårvägens FK     | Daniel Jacksén, Karim Mohammadi, Mattias Sunneborn, Thomas Nikitin   | 3.12,68  |
| 4 x 800 meter            | Hässelby SK      | Andreas Rehnborg, Albin Johansson, Tor Pöllänen, Mattias Claesson    | 7.32,40  | Hammarby IF          | Johan Klinteskog, Rickard Pell, Erik Emilsson, Fredrik Karlsson  | 7.32,88  | Hammarby IF       | Per Synnerman, Thobias Ekhamre, Mounir el Guerouaoui, Joakim Löfwing | 7.43,33  |
| 4 x 1 500 meter          | Hammarby IF      | Mounir El Guerouaoui, Joakim Löfwing, Erik Emilsson, Rickard Pell    | 15.36,97 | Malmö AI             | Ken Pihlblad, Jonas Henriksson, Johan Wallerstein, Rizak Dirshe  | 15.40,95 | Spårvägens FK     | Jörgen Johansson, Fredrik Uhrbom, Henrik Skoog, Philip Aagaard       | 15.42,66 |
| Höjdhopp                 | Stefan Holm      | Kils AIK                                                             | 2,31     | Linus Thörnblad      | Malmö AI                                                         | 2,29     | Staffan Strand    | Hässelby SK                                                          | 2,15     |
| Stavhopp                 | Gustaf Hultgren  | Örgryte IS                                                           | 5,25     | Fredrik Skoglund     | IFK Lidingö                                                      | 5,11     | Jonas Almqvist    | Skellefteå AIK                                                       | 5,11     |
| Längdhopp                | Michel Tornéus   | IFK Tumba                                                            | 7,85     | David Frykholm       | Malmö AI                                                         | 7,75     | Erik Nordström    | Hammarby IF                                                          | 7,55     |
| Tresteg                  | Anton Andersson  | Örgryte IS                                                           | 17,10    | Martin Eriksson      | Örgryte IS                                                       | 15,73    | Johan Attersand   | Hammarby IF                                                          | 15,72    |
| Kula                     | Nick Fertitta    | IF Göta                                                              | 17,39    | Niklas Arrhenius     | Spårvägens FK                                                    | 17,35    | Magnus Lohse      | Mölndals AIK                                                         | 17,18    |
| Diskus                   | Niklas Arrhenius | Spårvägens FK                                                        | 56,44    | Axel Härstedt        | IK Finish                                                        | 53,33    | Staffan Jönsson   | Hässelby SK                                                          | 52,56    |
| Slägga                   | Mattias Jons     | Hässelby SK                                                          | 70,34    | Bengt Johansson      | Västerås FK                                                      | 68,04    | Mårten Ejdervall  | IF Göta                                                              | 62,13    |
| Spjut                    | Magnus Arvidsson | KA 2 IF                                                              | 84,68    | Jonas Lohse          | Mölndals AIK                                                     | 77,99    | Gabriel Wallin    | Södertälje IF                                                        | 77,99    |
| Tiokamp                  | Daniel Almgren   | Hässelby SK                                                          | 7552     | Erik Larsson         | FGF Gotland                                                      | 7356     | Björn Barrefors   | Hammarby IF                                                          | 7174     |
| Lagtävling               | Hässelby SK      | -                                                                    | 81       | IF Göta              | -                                                                | 75       | ?                 | -                                                                    | ?        |

### Damer
| Gren                    | Guld               | Guld                                                              | Guld     | Silver                    | Silver                                                              | Silver   | Brons                  | Brons                                                               | Brons    |
| 100 meter               | Lena Berntsson     | Ullevi FK                                                         | 11.83    | Emma Rienas               | IF Göta                                                             | 11.98    | Maria Gustafsson       | Råby-Rekarne FIF                                                    | 12.07    |
| 200 meter               | Lena (Udd) Aruhn   | Umeå IF                                                           | 24.43    | Elin Backman              | IFK Helsingborg                                                     | 24.50    | Malin Ström            | Bollnäs FIK                                                         | 24.51    |
| 400 meter               | Beatrice Dahlgren  | Mölndals AIK                                                      | 54.30    | Emma Agerbjer             | Söderhamns IF                                                       | 54.83    | Pernilla Tornemark     | Malmö AI                                                            | 54.88    |
| 800 meter               | Johanna Hallberg   | Hässelby SK                                                       | 2:11.66  | Frida Flodström           | Turebergs FK                                                        | 2:11.76  | Kajsa Haglund          | Hässelby SK                                                         | 2:11.77  |
| 1 500 meter             | Kajsa Haglund      | Hässelby SK                                                       | 4:21.45  | Ulrika Johansson (Flodin) | Rånäs 4H                                                            | 4:22.21  | Flo Jonsson            | Spårvägens FK                                                       | 4:22.90  |
| 5 000 meter             | Hanna Karlsson     | Malmö AI                                                          | 16:36.20 | Lilian Magnusson          | Spårvägens FK                                                       | 16:39.34 | Anneli Fransson        | Rånäs 4H                                                            | 16:44.14 |
| 10 000 meter            | Lilian Magnusson   | Spårvägens FK                                                     | 34:32.21 | Anneli Fransson           | Rånäs 4H                                                            | 34:37.89 | Anna Rahm              | Rånäs 4H                                                            | 34:39.82 |
| Halvmaraton             | Anna Rahm          | Rånäs 4H                                                          | 1:13.31  | Anneli Fransson           | Rånäs 4H                                                            | 1:15.35  | Anna von Schenck       | Hässelby SK                                                         | 1:15.52  |
| Maraton                 | Anna Rahm          | Rånäs 4H                                                          | 2:39.02  | Lilian Magnusson          | Spårvägens FK                                                       | 2:48.26  | Malin Ewerlöf Krepp    | Spårvägens FK                                                       | 2:49.30  |
| 4 km terräng            | Hanna Karlsson     | Malmö AI                                                          | 13,53    | Ulrika Johansson (Flodin) | Rånäs 4H                                                            | 14,03    | Linda Ström            | Hässelby SK                                                         | 14,10    |
| 8 km terräng            | Hanna Karlsson     | Malmö AI                                                          | 28,46    | Lisa Blommé               | Hässelby SK                                                         | 28,52    | Karin Sennvall         | Hässelby SK                                                         | 29,08    |
| 4 km terräng lagtävling | Rånäs 4H           | Ulrika Johansson (Flodin), Anneli Fransson, Karin Elf             | 43.08    | Hässelby SK               | Linda Ström, Kajsa Haglund, Karin Sennvall                          | 43.13    | Spårvägens FK          | Flo Jonsson, Anja Lindberg, Marlin Brown                            | 43.56    |
| 8 km terräng lagtävling | Hässelby SK, lag 1 | Lisa Blommé, Karin Sennvall, Linda Ström                          | 1:27,15  | Hässelby SK, lag 2        | Anna von Schenck, Kajsa Haglund, Jenny Johannesson                  | 1:29,08  | Rånäs 4H               | Ulrika Johansson (Flodin), Anneli Fransson, Karin Elf               | 1:29,52  |
| 100 meter häck          | Susanna Kallur     | Falu IK                                                           | 12.90    | Jenny Kallur              | Falu IK                                                             | 13.57    | Carolina Klüft         | IFK Växjö                                                           | 13.66    |
| 400 meter häck          | Erica Mårtensson   | IF Göta                                                           | 57.71    | Ulrika Johansson          | IFK Växjö                                                           | 58.89    | Sanna Jansson          | KFUM Örebro                                                         | 59.83    |
| 3 000 meter hinder      | Christin Johansson | IF Kville                                                         | 10:12.18 | Ulrika Johansson (Flodin) | Rånäs 4H                                                            | 10:25.88 | Lena Örn               | SoIK Hellas                                                         | 10:51.30 |
| 4 x 100 meter           | IFK Växjö          | Stina Smibacker, Carolina Klüft, Emma Magnusson, Ulrika Johansson | 45,62    | IF Göta                   | Caroline Sandsjoe, Erica Mårtensson, Elin Lundqvist, Emma Björkman  | 46,91    | Västerås FIK           | Johanna Sjöström, Evelina Lunner, Malin Henriksson, Louise Kronlund | 46,99    |
| 4 x 400 meter           | IFK Växjö          | Emma Magnusson, Ulrika Johansson, Stina Smibacker, Carolina Klüft | 3.38,92  | IF Göta                   | Louise Fredriksson, Emma Björkman, Louise Gundert, Erica Mårtensson | 3.39,27  | Hässelby SK            | Carolina Eriksson, Jessica Samuelsson, Elin Wiik, Johanna Hallberg  | 3.42,09  |
| 4 x 800 meter           | Hässelby SK        | Kajsa Haglund, Elin Wiik, Vendela Mindelöf, Johanna Hallberg      | 8.42,41  | Täby IS                   | Linnéa Halvarson, Lisa Voltaire, Ann Johansson, Lisa Nauclér        | 9.05,41  | Falu IK                | Therese Sjöström, Emmy Ströberg, Lisa Forsberg, Jenny Sjöström      | 9.13,90  |
| 3 x 1 500 meter         | Hässelby SK        | Magdalena Ottersten, Madeleine Larsson, Kajsa Haglund             | 13.24,14 | Rånäs 4H                  | Moa Westman, Anneli Fransson, Ulrika Johansson (Flodin)             | 13.28,11 | Spårvägens FK          | Lena Melbäck, Marlin Brown, Flo Jonsson                             | 13.33,18 |
| Höjdhopp                | Emma Green         | Örgryte IS                                                        | 1,92     | Carolina Klüft            | IFK Växjö                                                           | 1,92     | Ebba Jungmark          | Mölndals AIK                                                        | 1,85     |
| Stavhopp                | Hanna-Mia Persson  | Örgryte IS                                                        | 4,20     | Maria Rendin              | Malmö AI                                                            | 3,92     | Anna Nilson            | Malmö AI                                                            | 3,92     |
| Längdhopp               | Erica Jarder       | Väsby IK                                                          | 6,02     | Malin Marmbrandt          | Enköpings AI                                                        | 6,02     | Linda Berntsson        | Mölndals AIK                                                        | 5,93     |
| Tresteg                 | Maria Augutis      | Ullevi FK                                                         | 12,94    | Sara Brankell             | Mölndals AIK                                                        | 12,86    | Izehi Ileso            | Ullevi FK                                                           | 12,79    |
| Kula                    | Helena Engman      | Riviera FI                                                        | 17,54    | Linda Nestorsson          | Ullevi FK                                                           | 15,15    | Linda-Marie Mårtensson | Hässelby SK                                                         | 14,84    |
| Diskus                  | Anna Söderberg     | Ullevi FK                                                         | 58,95    | Maria Pettersson          | Ullevi FK                                                           | 49,89    | Veronica Karlsson      | Ullevi FK                                                           | 49,60    |
| Slägga                  | Cecilia Nilsson    | Råby-Rekarne FIF                                                  | 68,31    | Tracey Andersson          | IFK Trelleborg                                                      | 63,79    | Rebecka Kvist          | Alvesta FI                                                          | 62,15    |
| Spjut                   | Annika Petersson   | Gefle IF                                                          | 57,31    | Anna Wessman              | IFK Växjö                                                           | 50,65    | Marléne Lindström      | Ununge IF                                                           | 50,39    |
| Sjukamp                 | Nadja Casadei      | IFK Lidingö                                                       | 5444     | Ellinore Hallin           | Enköpings AI                                                        | 5227     | Ellinor Rosenquist     | IK Norrköping Friidrott                                             | 5121     |
| Lagtävling              | IF Göta            | -                                                                 | 72       | Hässelby SK               | -                                                                   | ?        | Ullevi FK              | -                                                                   | ?        |

### Fotnoter
1. ↑  ”Resultatarkiv hos friidrott.se”. friidrott.se. Arkiverad från originalet den 22 december 2015. https://web.archive.org/web/20151222150728/http://www.friidrott.se/rs/resultat.aspx?year=2007&type=2. Läst 11 december 2015.
2. 1 2 3 4 5 6 7 8 9 10 11 12 13 14 15 16 17 18 19 20 21 22 23 24 25 26 27 28 29 30 31 32 33 34 35 36  ”Stora SM 2007”. trackandfield.se. Arkiverad från originalet den 4 maj 2013. https://archive.is/20130504152109/http://www.proteamonline.se/storage/customers/978/editor/resultat%20sm%20i%20friidrott%202007.html. Läst 19 april 2013.
3. 1 2  ”Resultat Göteborgsvarvet 2007”. http://goteborgsvarvet.r.mikatiming.de/2016/index.php?page=1&event=&event_main_group=2007&pid=list&ranking=time_finish_netto&search%5Bage_class%5D=%25. Läst 11 oktober 2016.
4. ↑  ”SM i marathon 2007, herrar”. Arkiverad från originalet den 16 augusti 2007. https://web.archive.org/web/20070816031033/http://www.stockholmmarathon.se/resultat2007/42_SM.cfm?Cat_ID=1&SM=yes&Lan_ID=1. Läst 28 mars 2015.
5. 1 2 3 4  ”Terräng-SM 2007, dag 1”. Arkiverad från originalet den 16 april 2010. https://web.archive.org/web/20100416011423/http://www.ifkhalmstad.se/files/arrangemang/TerrangSM/Res_070428.htm. Läst 28 mars 2015.
6. 1 2 3 4  ”Terräng-SM 2007, dag 2”. Arkiverad från originalet den 16 april 2010. https://web.archive.org/web/20100416011423/http://www.ifkhalmstad.se/files/arrangemang/TerrangSM/Res_070429.htm. Läst 28 mars 2015.
7. 1 2 3 4 5 6 7 8  ”Stafett-SM 2007”. http://h24-files.s3.amazonaws.com/151399/452633-nT9Xe.pdf. Läst 28 mars 2015.
8. 1 2  ”SM i mångkamp 2007”. Arkiverad från originalet den 17 november 2015. https://web.archive.org/web/20151117021705/http://www.nbisfri.se/resultat/2007/070804smmkamp.htm. Läst 19 april 2013.
9. 1 2  ”Lag-SM 2007”. Arkiverad från originalet den 2 juli 2007. https://web.archive.org/web/20070702064736/http://www.sparvagenfriidrott.se/results/lagsm07.htm.
10. 1 2  ”Lag-SM: 17:e guldet för Götas tjejer”. friidrott.se. 14 juni 2007. Arkiverad från originalet den 22 september 2023. https://web.archive.org/web/20230922100806/https://arkiv.friidrott.se/nyheter.aspx?id=7057. Läst 7 november 2019.
11. ↑  ”SM i marathon 2007, damer”. Arkiverad från originalet den 8 augusti 2007. https://web.archive.org/web/20070808183310/http://www.stockholmmarathon.se/resultat2007/42_SM.cfm?Cat_ID=2&SM=yes&Lan_ID=1. Läst 28 mars 2015.